# إيماجين بابليشينغ
إيماجين بابليشينغ هي شركة نشر مجلات نشرت العديد من مجلات عن ألعاب الفيديو والحوسبة والإبداع وأسلوب الحياة.

## نبذة تاريخية عن الشركة
اُسست الشركة في 14 مايو 2005 بأموال خاصة من قبل داميان بوت وستيفن بويد ومارك كيندريك، وجميعهم كانوا مديرين سابقين لـباراغون بابليشينغ،و اُطلقت بمجموعة أساسية من ستة ألعاب وحوسبة إبداعية في الأشهر الستة الأولى من التداول. تم الاستيلاء عليها من قبل فيوتشر بي إل سي في 21 أكتوبر 2016.
في أكتوبر 2005، استحوذت على مجلة الألعاب الرجعية الوحيدة ريترو غيمر، بعد إفلاس ناشرها الأصلي، لايف بابليشينغ. في أوائل عام 2006، حصلت أيضًا على حقوق نشر عدد كبير من العناوين بما في ذلك غايم تي إم و بلاي و باور ستاسيون و إكس 360 والمصور الرقمي و إيكريت، من مجموعة مجلات باراغون بابليشينغ القديمة عندما تم تصفية المالك هايبري هاوس للاتصالات، بعد فيوتشر بي إل سي سحب عرضها لشراء الشركة بسبب تهديدات تحقيق احتكار من قبل لجنة المنافسة في المملكة المتحدة.  
في مايو 2006، أطلقت إيماجين أول دفاتر كتب لها، مع التركيز في البداية على محتوى التكنولوجيا في فوتوشوب و ماك. ستصبح هذه المحفظة إحدى نقاط القوة الأساسية لشركة إيماجين، مع توزيعها في جميع أنحاء العالم ، لا سيما في الولايات المتحدة وأستراليا.
في عام 2007، أطلقت إيماجين سيفيناو، مجلة كوريل بانتر الرسمية، مراجعة إتش دي و إجمالي ألعاب الكمبيوتر.
تم الحصول على مجموع 911 من 9 منشورات في عام 2008، وتم شراؤه لإثبات أن نموذج النشر الفعال لإيماجين يمكن تطبيقه على أي سوق، وليس التكنولوجيا فقط.

## العناوين الرئيسية
تضمنت عناوين المجلات الرئيسية التي نشرتها ما يلي:
- بلاي
- ألعاب تي إم
- ريترو جايمر
- سيفي ناو (بيعت لشركة كلسي ميديا في عام 2017)
- مصور رقمي
- انا صنعت
- مصمم الويب
- فوتوشوب كريتيف
- المجموع 911
- مستخدم ومطور لينيكس
- فنان ثلاثي الأبعاد
- كيف تعمل
- كل شيء عن الفضاء
- كل شيء عن التاريخ
- عالم الحيوانات
- تاريخ الحرب
- NowGamer.com
- أداة
- جريمة حقيقية
- تاريخ العائلة المالكة
- التمهيد (إي إس إس إن 1088-5439)